# A Fővárosi Állat- és Növénykert fajlistája
A Fővárosi Állat- és Növénykertben bemutatott állatfajok:

## 2016-ban
Kehelyállatok (Scyphozoa); 3 faj:
- gyökérszájú medúzák (Rhizostomeae)
  - fordított medúza (Cassiopea xamachana)
  - talajlakó medúza (Cassiopea andromeda)
- zászlószájú medúzák (Semaeostomeae)
  - fülesmedúza (Aurelia aurita)

Kagylók (Bivalvia); 1 faj:
- fésűskagyló (Pecten jacobeus)

Kígyókarúak (Ophiuroidea); 1 faj:
- törékeny tengeri csillag (Ophioderma longicaudum)

Tengerisünök (Echinoidea); 4 faj:
- Echinoida rend
  - diadém tengeri sün (Echinothrix diadema)
  - fekete kősün (Paracentrotus lividus)
  - fekete tengeri sün (Arbacia lixula)
  - kúpos tüskés tengeri sün (Echinometra mathaei)

Lábasfejűek (Cephalopoda); 3 faj:
- tintahalak (Sepiida)
  - közönséges tintahal (Sepia officionalis)
- polipok (Octopoda)
  - közönséges polip (Octopus vulgaris)
  - fehérpettyes polip (Octopus macropus)

Csigák (Gastropoda); 9 faj:
- tüdőscsigák (Pulmonata)
  - közönséges achátcsiga (Achatina fulica)
  - óriás achátcsiga (Achatina reticulata)
- Vetigastropoda
  - algázó turbáncsiga (Turbo sp.)
  - porceláncsiga (Lithopoma rugosa)
- Architaenioglossa
  - almacsiga (Ampullaria gigas)
- Sorbeoconcha
  - csigaevő csiga (Clea helena, Anentome helena)
  - tüskés bíborcsiga (Murex brandaris)
- Neritoida
  - parti csiga (Nerita sp.)
  - süncsiga (Clithon corona)

Tengeriuborkák (Holothuroidea); 1 faj:
- háromszínű tengeri uborka (Pseudocolochirus violaceus)

Virágállatok és korallok (Anthozoa); 26 faj:
- nyolcosztatú virágállatok (Octocorallia)
  - ágas bőrkorall (Lobophytum sp.)
  - barna ágas szarukorall (Gorgonia sp.)
  - colt nyálkás lágykorall (Cladiella colti)
  - csillag kéregkorall (Briareum sp.)
  - gomba bőrkorall (Sarcophyton sp.)
  - gorgonia korall (Gorgonia sp.)
  - holt ember keze korall (Alcyonium digitatum)
  - karfiol bőrkorall (Sinularia dura)
  - nagy ágas lágykorall (Sinularia sp.)
  - pumpáló xénia (Xenia sp.)
  - zöld csillagkorall (Clavularia viridis)
- hatosztatú virágállatok (Hexacorallia)
  - anemóna (Heteractis sp.)
  - cilinderrózsa (Cerianthus dornii)
  - hólyagkorall (Plerogyra sinuosa)
  - hólyagos anemóna (Entacmaea quadricolor)
  - ikrás kőkorall (Euphyllia glabrescens)
  - kéreganemóna (Zoanthus sp.)
  - lapanemóna (Discosoma sp.)
  - lóaktínia (Actinia equina)
  - narancssárga napkorall (Astroides calycularis)
  - sárga kéregrózsa (Parazoanthus axinellae)
  - ujjas kőkorall (Acropora humilis)
  - változékony üvegrózsa (Aiptasia mutabilis)
  - zöld csavart tengeri rózsa (Macrodactyla doreensis)
  - zöld szőnyeganemóna (Stichodactyla haddoni)
  - zöld viaszrózsa (Anemonia sulcata)

Tengericsillagok (Asteroidea); 7 faj:
- Valvatida
  - aranyporos tengeri csillag (Nardoa sp.)
  - kék tengeri csillag (Linckia laevigata)
  - vöröstüskés csillag (Protoreaster lincki)
- Spinulosida
  - lángvörös csillag (Echinaster luzonicus)
  - vörös tengeri csillag (Echinaster sepositus)
- Forcipulatida
  - osztrigafarkas (Marthasterias glacialis)
  - változatos tengeri csillag (Coscinasterias tenuispina)

Pókszabásúak (Arachnida); 36 faj:
- pókok (Araneae)
  - brazíliai csíkos madárpók (Acanthoscurria geniculata)
  - piroslábú törpemadárpók (Aphonopelma bicoloratum)
  - göndörszőrű madárpók (Brachypelma albopilosum)
  - mexikói vörös lábú madárpók (Brachypelma boehmei)
  - tűzlábú madárpók (Brachypelma emilia)
  - mexikói vöröstérdű madárpók (Brachypelma smithii)
  - vörös potrohú madárpók (Brachypelma vagans)
  - feketelábú madárpók (Brachypelma verdezi)
  - halszálkás madárpók (Chilobrachys fimbriatus)
  - kék lábú madárpók (Chromatopelma cyaneopubescens)
  - Costa Rica-i tigriscsíkos madárpók (Cyclosternum fasciatum)
  - pampalakó madárpók (Grammostola grossa)
  - brazíliai fekete madárpók (Grammostola pulchra)
  - csíkostérdű madárpók (Grammostola pulchripes)
  - chilei közönséges madárpók (Grammostola rosea)
  - brazíliai óriás madárpók (Lasiodora parahybana)
  - hamvas madárpók (Nhandu coloratovillosum)
  - trinidadi fánlakó madárpók (Psalmopaeus cambridgei)
  - góliát madárpók (Theraphosa blondi)
  - csillagos madárpók (Xenesthis immanis)
  - szongáriai cselőpók (Lycosa singoriensis)
  - ausztrál vadászpók (Holconia immanis)
  - óriás keresztespók (Nephila madagascariensis)
  - csíkos madárpók (Poecilotheria striata)
  - csontvázpók (Lasiodora cristata)
  - lilacsillagos madárpók (Pamphobeteus sp. Platyomma)
  - maharadzsa madárpók (Poecilotheria regalis)
  - sávos madárpók (Poechilotheria fasciata)
  - madárpók-hibrid (Brachypelma vagans X albopilosom)
- skorpiók (Scorpiones)
  - lapos köviskorpió (Hadogenes troglodytes)
  - ázsiai óriás skorpió (Heterometrus petersii)
  - indiai skorpió (Heterometrus xanthopus)
  - pici-duci sárgaskorpió (Mesobuthus eupeus)
  - török vastagfarkú skorpió (Mesobuthus gibbosus)
  - afrikai óriásskorpió (Pandinus imperator)
- ostorlábúak (Amblypygi)
  - óriás ostorlábú (Damon spp.)

Ikerszelvényesek (Diplopoda); 4 faj:
- falakó ezerlábú (Dendrostreptus macracanthus)
- óriás ezerlábú (Archispirostreptus gigas)
- sárgagyűrűs ezerlábú (Pelmatoiulus ligulatus)
- szivárvány ezerlábú (Tonkinbolus dollfusi)

Csáprágósok (Chelicerata); 1 faj:
- atlanti tőrfarkú rák (Limulus polyphemus)

Rákok (Crustacea); 29 faj:
- felsőbbrendű rákok (Malacostraca)
  - pisztolyrák (Alpheus sp.)
  - legyező garnéla (Atyopsis moluccensis)
  - kék lábú remeterák (Calcinus elegans)
  - törpe vöröscsíkos rák (Cambarellus diminutus)
  - narancs törperák (Cambarellus patzcuarensis)
  - kék méhgarnéla (Caridina sp.)
  - sárga garnéla (Caridina sp.)
  - pinokkió garnéla (Caridina longirostris)
  - amano garnéla (Caridina multidentata)
  - szárazföldi remeterák (Coenobita clypeatus)
  - óriás vörös remeterák (Dardanus sp.)
  - szivacsrák (Dromia erythropus)
  - európai homár (Homarus gammarus)
  - amerikai homár (Homarus americanus)
  - harlekin garnéla (Hymenocera elegans)
  - csíkos tisztogató garnéla (Lysmata amboinensis)
  - homorító garnéla (Thor amboinensis)
  - skarlát tisztogató garnéla (Lysmata debelius)
  - nagy tengeripók (Maja squinado)
  - cseresznyegarnéla (Neocaridina denticulata)
  - pöttyös rózsalakó rák (Neopetrolisthes maculatus)
  - óriás languszta (Palinurus elephas)
  - floridai kék rák (Procambarus alleni)
  - táncoló garnéla (Rhynchocinetes uritai)
  - bokszoló garnéla (Stenopus hispidus)
  - boxergarnéla (Stenopus spinosus)
  - nagy medverák (Scyllarides latus)
  - nyílfejű tengeripók (Stenorhyncus seticornis)
  - pálmatolvaj (Birgus latro)

Rovarok (Insecta); 92 faj:
- kétszárnyúak (Diptera)
  - ecetmuslica (Drosophila melanogaster)
  - házilégy (Musca domesticus)
- hártyásszárnyúak (Hymenoptera)
  - ékes ősdarázs (Ampulex compressa)
  - levélvágó hangya (Acromyrmex octospinosus)
  - Piroslábú lóhangya (Camponotus rufipes)
- félfedelesszárnyúak (Hemiptera)
  - kétpöttyös rablópoloska (Platymeris biguttata)
  - Narancspöttyös rablópoloska (Platymeris sp. Mombo)
  - Pirospöttyös rablópoloska (Platymeris rhadamanthus)
- fedelesszárnyúak (Coleoptera)
  - perui gyászbogár (Zophobas morio)
  - közönséges lisztbogár (Tenebrio molitor)
  - orrszarvúbogár (Oryctes nasicornis)
  - szumátrai orrszarvúbogár (Xylotrupes gideon sumatrensis)
  - fehérsávos rózsabogár (Dicronorrhina derbyana)
  - jáspis rózsabogár (Eudicella aethiopica)
  - ugandai rózsabogár (Mecynorhina ugandensis)
  - bársonyhátú rózsabogár (Mecynorhina polyphemus)
  - álarcos rózsabogár (Pachnoda aemula)
  - darázsfoltos rózsabogár (Pachnoda flaviventris)
  - remetebogár (Osmoderma eremita)
  - Pettyes rózsabogár (Genyodonta lequeuxi)
  - Pompás rózsabogár (Protaetia (Potosia) aeruginosa)
  - Rózsabogár (Smaragdestes africana)
  - Sárgasávos rózsabogár (Coelorrhina hornimanni)
  - Smaragdzöld virágbogár (Protaetia (Potosia) affinis)
- lepkék (Lepidoptera)
  - júlialepke (Dryas iulia)
  - golgotavirág-zebralepke (Heliconius charitonia)
  - kék-fehér zebralepke (Heliconius cydno)
  - topázcsíkos zebralepke (Heliconius doris)
  - pöttyös zebralepke (Heliconius hecale)
  - tigris üveglepke (Heliconius melpomene)
- egyenesszárnyúak (Orthoptera)
  - harlekinsáska (Zonocerus variegata)
  - óriás karéjos sáska (Tropidacris collaris)
  - házi tücsök (Acheta domesticus)
  - kétfoltos tücsök (Gryllus bimaculatus)
  - afrikai barlangi tücsök (Phaeophilacris bredoides)
  - etióp énekes tücsök (Homoeogryllus xanthographica)
  - óriás levélutánzó szöcske (Stilpnochlora couloniana)
  - Rövidszárnyú lósáska (Romalea microptera (guttata))
- botsáskák (Phasmatodea)
  - vándorló levél (Phyllium celebicum)
  - kéregutánzó sáska (Eurycantha calcarata)
  - szellemsáska (Heteropteryx dilatata)
  - tehénsáska (Lamponius guerini)
  - lófejű sáska (Pseudoproscopia latirostris)
  - tüskés botsáska (Acanthomenexenus polyacanthus)
  - ausztrál botsáska (Acrophylla wuelfingi)
  - pöfögő botsáska (Anisomorpha paromalus)
  - bengál botsáska (Baculum extradentatum)
  - Lord Howe-szigeti botsáska (LHISI, Dryococelus australis)
  - Vastaglábú botsáska (Lonchodes brevipes)
  - Sötétlábú botsáska (Medaura jobrensis)
  - türkiz botsáska (Myronides sp. peleng)
  - maláj óriás botsáska (Pharnacia serratipes, Phobaeticus serratipes)
  - amerikai óriás botsáska (Phanocles sp.)
  - perui botsáska (Peruphasma schultei)
  - szárnyas botsáska (Sipyloidea sipylus)
  - Fehérgyűrűs botsáska (Sungaya inexpectata)
  - North Luzon-i botsáska (Trachyaretaon sp. North)
  - koronás levéllábú sáska (Extatosoma tiaratum)
  - Égszínkék óriásbotsáska (Achrioptera fallax)
  - Gyűrűslábú botsáska (Necroscia annulipes)
  - Jamaikai óriásbotsáska (Diapherodes gigantea)
  - Kékes botsáska (Lopaphus sp. Cuc Phuong)
  - Linné óriásbotsáskája (Phasma gigas)
  - Mogorva botsáska (Carausius morosus)
  - Mohás botsáska (Brasidas samarensis)
  - Pálcika botsáska (Mnesilochus mindanaense)
  - Tarka botsáska (Mnesilochus portentosus)
  - Vöröses botsáska (Trachyaretaon sp. Aurora)
  - Zuzmó botsáska (Ramulus sp. Togian island)
  - Vándorló levél (Phyllium westwoodi)
  - Óriás fogólábú (Heterochaeta sp.)
- fogólábúak (Mantodea)
  - ördögmanó (Phyllocrania paradoxa)
- csótányok (Blattodea)
  - kis halálfejes csótány (Blaberus atropos)
  - barlangi óriáscsótány (Blaberus giganteus)
  - argentin csótány (Blaptica dubia)
  - amerikai csótány (Periplaneta americana)
  - konyhai csótány (Blatta orientalis)
  - hatpettyes csótány (Eublaberus distanti)
  - narancsfejű csótány (Eublaberus prosticus)
  - narancsmintás csótány (Eurycotis opaca)
  - bütykös csótány (Gromphadorhina portentosa)
  - rinocérosz csótány (Macropanesthia rhinoceros)
  - pettyes csótány (Nauphoeta cinerea)
  - harlekin csótány (Neostylopyga rhombifolia)
  - surinam csótány (Pycnoscelus surinamensis)
  - Roth-ásócsótány (Byrsotria rothi)
  - zöld banáncsótány (Panchlora nivea)
  - barlangi borsos csótány (Archimandrita tesselata)
  - törpe bütykös csótány (Elliptorhina chopardi)
  - brazil fakócsótány (Phoetalia pallida)
  - Csíkos törpe bütykös csótány (Elliptorhina javanica)
  - halálfejes csótány (Blaberus craniifer)

Csontos halak (Osteichthyes); 365 faj:
Porcos halak (Chondrichthyes); 10 faj:
- rájaalakúak (Rajiformes)
  - atlanti gitárhal (Glaucostegus typus)
  - karibi gitárhal (Rhinobatos sp.)
  - márványos tüskésrája (Dasyatis chrysonota)
  - kékfoltos rája (Dasyatis kuhlii)
  - közönséges mérgesrája (Dasyatis pastinaca)
  - leopárd ostorfarkú-rája (Himantura uarnak)
  - folyami tüskésrája (Potamotrygon motoro)
  - kockás édesvízi rája (Potamotrygon reticulatus)
  - kékpettyes tüskésrája (Taeniura lymma)
- rablócápa-alakúak (Orectolobiformes)
  - barnasávos bambuszcápa (Chiloscyllium punctatum)

Kétéltűek (Amphibia); 30 faj:
- farkos kétéltűek (Caudata, régebbi nevükön Urodela)
  - bordás gőte (Pleurodeles waltl)
  - vízi gilisztagőte (Typhlonectes natans)
  - mexikói axolotl (Ambystoma mexicanum)
  - foltos szalamandra (Salamandra salamandra)
  - Kétujjú angolnagőte (Amphiuma means)
  - Vörösfarkú krokodilgőte (Tylototriton kweichowensis)
- farkatlan kétéltűek (Anura)
  - vöröshasú unka (Bombina bombina)
  - keleti unka (Bombina orientalis)
  - barna varangy (Bufo bufo)
  - rokokó varangy (Rhinella schneideri, Bufo paracnemis)
  - zöld varangy (Bufo viridis)
  - madagaszkári paradicsombéka (Dyscophus antongilii)
  - törpe karmosbéka (Hymenochirus boulengeri)
  - aranyos nyílméregbéka (Dendrobates auratus)
  - sárgaszalagos nyílméregbéka (Dendrobates leucomelas)
  - festőbéka (Dendrobates tinctorius)
  - sárgacsíkos nyílméregbéka (Dendrobates truncatus)
  - amazóniai tejbéka (Phrynohyas resinifictrix)
  - pipabéka (Pipa pipa)
  - amerikai ökörbéka (Rana catesbeiana)
  - kecskebéka (Rana esculenta)
  - tavi béka (Rana ridibunda)
  - dél-afrikai karmosbéka (Xenopus laevis)
  - Afrikai ökörbéka (Pyxicephalus adspersus)
  - óriásvarangy (Bufo marinus)
  - Aranybékácska (Mantella aurantiaca)
  - Ausztrál levelibéka (Litoria caerulea)
  - Guibé-aranybéka (Mantella nigricans)
  - Madagaszkári levelibéka (Mantella madagascariensis)
  - Narancssávos nyílméregbéka (Phyllobates vittatus)

Hüllők (Reptilia); 121 faj:
- teknősök (Testudines)
  - Siebenrock kígyónyakúteknős (Chelodina siebenrocki)
  - aligátorteknős (Chelydra serpentina serpentina)
  - matamata (Chelus fimbriatus)
  - díszes ékszerteknős (Chrysemys picta)
  - kétkarmú teknős (Carettochelys insculpta)
  - vöröshasú huszárteknős (Emydura subglobosa)
  - mocsári teknős (Emys orbicularis)
  - szenes teknős (Geochelone carbonaria)
  - aldabrai óriásteknős (Geochelone gigantea)
  - leopárdteknős (Geochelone pardalis)
  - sugarasteknős (Geochelone radiata)
  - sarkantyús teknős (Geochelone sulcata)
  - közönséges zsanérteknős (Kinixys belliana)
  - résteknős (Malacochersus tornieri)
  - borneói folyamiteknős (Orlitia borneensis)
  - világosszegélyű varangyteknős (Phrynops hilarii)
  - kínai lágyhéjú teknős (Pelodiscus sinensis)
  - közönséges pézsmateknős (Sternotherus odoratus)
  - mór teknős (Testudo graeca)
  - görög teknős (Testudo hermanni)
  - szegélyes teknős (Testudo marginata)
  - egyiptomi teknős (Testudo kleinmanni)
  - vörösfülű ékszerteknős (Trachemys scripta elegans)
  - Sárgapettyes folyamteknős (Podocnemis unifilis)
- krokodilok (Crocodylia)
  - Mississippi aligátor (Alligator mississippiensis)
  - nílusi krokodil (Crocodylus niloticus)
- pikkelyes hüllők (Squamata)
  - gyíkok (Sauria)
    - Vöröstorkú anolisz (Anolis carolinensis)
    - lovag anolisz (Anolis equestris)
    - barna anolisz (Anolis sagrei)
    - sisakos baziliszkusz (Basiliscus plumifrons)
    - csíkos baziliszkusz (Basiliscus vittatus)
    - sisakos kaméleon (Chamaeleo calyptratus)
    - kecses kaméleon (Chamaeleo gracilis)
    - galléros gyík (Chlamydosaurus kingii)
    - szivárványos futógyík (Cnemidophorus burti)
    - tobzosfarkú gyík (Cordylus cordylus)
    - Salamon-szigeteki szkink (Corucia zebrata)
    - nyakörves leguán (Crotaphytus collaris)
    - Utila tüskésfarkú leguán (Ctenosaura bakeri)
    - haiti szkink (Diploglossus warreni)
    - leopárdgekkó (Eublepharis macularius)
    - párduckaméleon (Furcifer pardalis)
    - leopárd leguán (Gambelia wislizenii)
    - tokee gekkó (Gekko gecko)
    - pálmagekkó (Gekko vittatus)
    - szudáni páncélosgyík (Gerrhosaurus major)
    - gyémántgekkó (Goniurosaurus araneus)
    - zöld leguán (Iguana iguana)
    - sárkány agáma (Japalura splendida)
    - maszkos leguán (Leiocephalus personatus)
    - maszkos pörgefarkú leguán (Leiocephalus schreibersii)
    - ausztrál bársonygekkó (Oedura castelnaui)
    - tarka gekkó (Paroedura pictus)
    - óriás nappali gekkó (Phelsuma madagascariensis grandis)
    - víziagáma (Physignathus cocincinus)
    - afrikai laposgyík (Platysaurus pungweensis)
    - szakállasagáma (Pogona barbata)
    - Henry Lawson szakállasagámája (Pogona henrylawsoni)
    - indonéz lebernyeges gekkó (Ptychozoon khuli)
    - malachit zöldleguán (Sceloporus malachiticus)
    - óriás kéknyelvűszkink (Tiliqua gigas)
    - kurtafarkú gyík (Trachydosaurus rugosus)
    - fekete-fehér teju (Tupinambis merianae)
    - vörös teju (Tupinambis rufescens)
    - észak-afrikai tüskésfarkú gyík (Uromastyx acanthinurus)
    - szaharai tüskésfarkú gyík (Uromastyx geyri)
    - tüskésfarkú varánusz (Varanus acanthurus)
    - szavanna-varánusz (Varanus exanthematicus)
    - komodói varánusz (Varanus komodoensis)
    - smaragd varánusz (Varanus prasinus)
    - Borneói süketgyík (Lanthanotus borneensis)
    - Háromszarvú kaméleon (Trioceros jacksonii)
    - Krokodilteju (Dracaena guianensis)
    - hispaniolai orrszarvú leguán (Cyclura cornuta)
    - Sövényleguán (Sceloporus cyanogenys)
    - kövér kukvala (Sauromalus obesus)

  - kígyók (Serpentes)
    - madagaszkári talajlakó boa (Acrantophis dumerili)
    - jávai szemölcsöskígyó (Acrochordus javanicus arafurae)
    - kétsávos mokaszinkígyó (Agkistrodon bilineatus)
    - rezesfejű mokaszinkígyó (Agkistrodon contortrix)
    - vízi mokaszinkígyó (Agkistrodon piscivorus)
    - gaboni vipera (Bitis gabonica rhinoceros)
    - mangrovesikló (Boiga dendrophila)
    - Schlegel-lándzsakígyó (Bothriechis schlegelii)
    - urutu (Bothrops alternatus)
    - kerti boa (Corallus hortulanus cooki)
    - rézsikló (Coronella austriaca)
    - keleti gyémánt csörgőkígyó (Crotalus adamanteus)
    - szarvas csörgőkígyó (Crotalus cerastes)
    - keleti zöld mamba (Dendroaspis angusticeps)
    - amur sikló (Elaphe schrencki)
    - gabonasikló (Elaphe guttata)
    - földi sikló (Elaphe obsoleta)
    - leopárdsikló (Zamenis situla, Elaphe situla)
    - fekete patkánysikló (Pantherophis obsoletus obsoletus, régebben Elaphe obsoleta obsoleta)
    - szivárványos boa (brazil boa, Epicrates cenchria cenchria)
    - szivárványos boa (kolumbiai boa, Epicrates cenchria maurus)
    - zöld anakonda (Eunectes murinus)
    - sárga anakonda (Eunectes notaeus)
    - kaliforniai királysikló (Lampropeltis getulus californiae)
    - Ruthven-királysikló (Lampropeltis ruthveni)
    - hondurasi királysikló (Lampropeltis triangulum hondurensis)
    - korallsikló (Lampropeltis triangulum sinaloae)
    - Macklot piton (Liasis mackloti)
    - korall disznóorrú sikló (Lystrophis semicinctus)
    - szőnyegmintás piton (Morelia spilota)
    - smaragdzöld piton (Morelia viridis)
    - erdei kobra (Naja melanoleuca)
    - bikasikló (Pituophis catenifer sayi)
    - szalagos tigrispiton (Python molurus bivittatus)
    - királypiton (Python regius)
    - sziklapiton (Python sebae)
    - vörös szalagoskígyó (Thamnophis sirtalis tetrataenia)
    - homoki vipera (Vipera ammodytes)
    - közönséges levantei vipera (Macrovipera lebetina lebetina, Vipera lebetina lebetina)
    - miloszi vipera (Macrovipera lebetina schweizeri, Vipera lebetina schweizeri)
    - turáni vipera (Vipera lebetina turanica)
    - rákosi vipera (Vipera ursinii rakosiensis)
    - sztyeppi vipera (Vipera ursinii renardi)
    - török hegyivipera (Vipera xanthina, régebben Daboia xanthina)
    - vízi mokaszinkígyó (Agkistrodon piscivorus)
    - vörösfarkú boa (Boa constrictor)

Madarak (Aves); 155 faj:
Emlősök (Mammalia); 123 faj:
- kloákások
  - rövidcsőrű hangyászsün (Tachyglossus aculeatus lawesii)
- erszényes ragadozók
  - kovari (Dasyuroides byrnei)
  - foltos erszényesnyest (Dasyurus viverrinus)
- Diprotodontia
  - Koala (Phascolarctos cinereus)
  - törpe erszényesegér (Acrobates pygmaeus)
  - ecsetfarkú patkánykenguru (Bettongia penicillata ogilbyi)
  - Derby-kenguru (Macropus eugenii)
  - nyugati szürke óriáskenguru (Macropus fuliginosus)
  - Bennett-kenguru (Macropus rufogriseus)
  - cukormókus (Petaurus breviceps)
  - hosszúorrú potoró (Potorous tridactylus)
  - földi kuszkusz (Strigocuscus gymnotis)
  - rókakuzu (Trichosurus vulpecula)
  - vombat (Vombatus ursinus tasmaniensis)
- elefántcickány-félék
  - rövidfülű elefántcickány (Macroscelides proboscideus)
- mókuscickányok
  - északi mókuscickány (Tupaia belangeri)
- csövesfogúak
  - földimalac (Orycteropus afer)
- páncélos vendégízületesek
  - szőrös tatu (Chaetophractus villosus)
- szőrös vendégízületesek
  - kétujjú lajhár (Choloepus didactylus)
  - sörényes hangyász (Myrmecophaga tridactyla)
- denevérek
  - Seba rövidfarkú denevér (Carollia perspicillata)
  - halvány vámpírdenevér (Phyllostomus discolor)
  - Lyle-repülőkutya (Pteropus lylei)
- főemlősök
  - déli éjimajom (Aotus azarai)
  - fehérhomlokú selyemmajom (Callithrix geoffroyi)
  - törpe selyemmajom (Callithrix pygmaea)
  - aranyhasú mangábé (Cercocebus agilis chrysogaster)
  - vöröshomlokú maki (Eulemur fulvus rufus)
  - fekete v. szerecsenmaki (Eulemur macaco)
  - nyugati síkvidéki gorilla (Gorilla gorilla gorilla)
  - közönséges maki (katta) (Lemur catta)
  - arany oroszlánmajmocska (Leontopithecus rosalia)
  - galléros pávián (Papio hamadryas)
  - szumátrai orangután (Pongo pygmaeus abelii)
  - császárbajszú tamarin (Saguinus imperator)
  - vöröskezű tamarin (Saguinus midas)
  - mókusmajom (Saimiri sciureus)
  - jávai langur (Trachypithecus auratus auratus)
  - fekete-fehér vari (Varecia variegata)
  - vörös vari (Varecia variegata rubra)
- rágcsálók
  - egyiptomi tüskésegér (Acomys cahirinus dimidiatus)
  - tengerimalac (Cavia aperea)
  - csincsilla (Chinchilla lanigera)
  - gundi (Ctenodactylus gundi)
  - prérikutya (Cynomys ludovicianus)
  - zöld aguti (Dasyprocta azarae)
  - arany aguti (Dasyprocta leporina)
  - nagy mara (Dolichotis patagonum)
  - sivatagi futóegér (Gerbillus perpallidus)
  - közönséges ecsetfarkúpele (Graphiurus murinus)
  - csupasz turkáló (Heterocephalus glaber)
  - vízidisznó (Hydrochaeris hydrochaeris)
  - indiai tarajos sül (Hystrix indica)
  - nagy ugróegér (Jaculus orientalis)
  - csíkos fűegér (Lemniscomys barbarus)
  - mongol futóegér (Meriones unguliculatus)
  - törpeegér (Micromys minutus)
  - afrikai apróegér (törpeegér) (Mus minutoides)
  - házi egér (Mus musculus)
  - nutria (Myocastor coypus)
  - degu (Octodon degus)
  - luzoni kéregpatkány (Phloeomys pallidus)
  - vándorpatkány (Rattus norvegicus)
  - mókus (Sciurus vulgaris)
  - akáciapatkány (Thallomys paedulcus)
- nyúlalakúak
  - üregi nyúl (Oryctolagus cuniculus)
  - házi nyúl (Oryctolagus cuniculus domestica)
- ragadozók
  - kis panda (Ailurus fulgens fulgens)
  - ázsiai vadkutya (Cuon alpinus lepturus)
  - rókamanguszta (Cynictis penicillata)
  - házi macska (Felis silvestris catus)
  - törpe mongúz (Helogale parvula)
  - csíkos hiéna (Hyaena hyaena)
  - zebramanguszta (Mungos mungo)
  - vadászgörény (Mustela putorius furo)
  - fehérorrú koati (Nasua narica)
  - vörösorrú koati (Nasua nasua)
  - manul v. Pallas macskája (Otocolobus manul)
  - perzsa oroszlán (Panthera leo persica)
  - perzsa leopárd (Panthera pardus saxicolor)
  - szibériai tigris (Panthera tigris altaica)
  - borjúfóka (Phoca vitulina vitulina)
  - farksodró (Potos flavus)
  - mosómedve (Procyon lotor)
  - óriásvidra (Pteronura brasiliensis)
  - szurikáta (Suricata suricatta)
  - szíriai barnamedve (Ursus arctos syriacus)
  - vörös róka (Vulpes vulpes)
  - sivatagi róka (Vulpes zerda)
  - kaliforniai oroszlánfóka (Zalophus californianus)
- párosujjú patások
  - sörényes juh (Ammotragus lervia)
  - indiai antilop (Antilope cervicapra)
  - babirussza (Babyrousa babyrussa)
  - Jersey szarvasmarha (Bos taurus)
  - törpe zebu (Bos taurus indicus)
  - magyar tarka szarvasmarha (Bos taurus taurus)
  - kétpúpú teve (Camelus bactrianus)
  - kameruni törpekecske (Capra hircus hircus)
  - Mhorr-gazella (Gazella dama mhorr)
  - zsiráf (Giraffa camelopardalis)
  - közönséges víziló (Hippopotamus amphibius)
  - Defassa-víziantilop (Kobus ellipsiprymnus defassa)
  - láma (Lama glama)
  - alpaka (Lama pacos)
  - kínai muntyákszarvas (Muntiacus reevesi)
  - kameruni törpejuh (Ovis aries aries)
  - négyszarvú (Jacob) juh (Ovis aries aries)
  - cigája (Ovis aries aries)
  - gyimesi racka (Ovis aries strepsiceros transsylvaniensi)
  - muflon (Ovis orientalis)
  - bojtosfülű (ecsetfülű) disznó (Potamochoerus porcus pictus)
  - vaddisznó (Sus scrofa)
  - mangalica (Sus scrofa scrofa)
  - vörös bivaly (Syncerus caffer nanus)
  - nyala (Tragelaphus angasii)
- páratlanujjú patások
  - szélesszájú orrszarvú (Ceratotherium simum simum)
  - házi szamár (Equus asinus asinus)
  - Böhm-zebra (Equus burchelli boehmi)
  - hucul ló (Equus caballus caballus)
  - Falabella póni (Equus caballus Falabella)
  - haflingi kisló (Equus caballus Hafling)
  - dél-amerikai tapír (Tapirus terrestris)
- ormányosok
  - ázsiai elefánt (Elephas maximus)